# David Turnbull (abolicionista)
David Turnbull (1794-1851) era un líder abolicionista en el Reino Unido del siglo XIX, que ejerció como cónsul británico en Cuba. De origen escocés, fue un participante clave en la Convención Mundial contra la Esclavitud de la Sociedad contra la Esclavitud de 1840. Turnbull fue acusado de alentar una sublevación de negros en Cuba, la Conspiración de la Escalera, que resultó en que 1844 fuera conocido como «el año del cuero».

## Trayectoria política
Desde 1830, Turnbull fue corresponsal extranjero de The Times. Pasó un tiempo en París, La Haya y Bruselas durante 1830 y 1831. En 1832, fue enviado a Madrid, donde trabajó con George Villiers, conde de Clarendon, el representante británico en España, para conseguir que el gobierno español reafirmara su compromiso de acabar con la esclavitud según lo pactado en un tratado hispano-británico de 1835.
Turnbull escribió a Lord Palmerston, el secretario de Relaciones Exteriores británico en ese momento, argumentando que la esclavitud era «el mayor mal puesto en práctica que jamás haya afligido a la humanidad».
Turnbull había pasado la última parte de 1838 y principios de 1839 viajando por Cuba, donde la esclavitud continuaba siendo legal. En 1840 produjo su obra más conocida, Travels in the West: Cuba; with Notices of Porto Rico and the Slave Trade. En agosto de 1840, Lord Palmerston nombró a Turnbull cónsul británico en Cuba; sin embargo, las autoridades españolas lograron su expulsión dos años más tarde, cuando fue acusado de incitar una la revuelta de esclavos. En 1844, el llamado Año del Cuero en la historia de Cuba, aparentemente hubo un complot de los esclavos conocida como la Conspiración de La Escalera. Las autoridades cubanas condenaron a Turnbull in absentia de ser el «motor principal» de la conspiración, pero Turnbull nunca fue extraditado. Después de las revelaciones sobre la revuelta, miles de afrocubanos esclavizados y libres fueron ejecutados, encarcelados o desterrados de la isla. Turnbull permaneció activo en el movimiento abolicionista hasta su muerte en 1851.